# ハリー・ハインズ・ウッドリング
ハリー・ハインズ・ウッドリング（Harry Hines Woodring, 1890年5月31日 - 1967年9月9日）は、アメリカ合衆国の政治家。民主党に所属し、第25代カンザス州知事および第53代アメリカ合衆国陸軍長官を務めた。

## 生い立ちと初期の経歴
ウッドリングは1890年5月31日にカンザス州エルクシティにおいて誕生した。ウッドリングは地元の公立学校で学んだ。ウッドリングは17歳のときに高校を中退し、ネオデシャの第一国法銀行に用務員として就労した。ウッドリングは続いて、レバノン・ビジネス・カレッジでおよそ1年間を過ごした。その後ウッドリングはエルクシティの第一国法銀行に正社員として就職し、簿記係と出納係補佐を任された。ウッドリングは続いて、ネオデシャの第一国法銀行で出納係補佐となった。ウッドリングは短期間のうちに昇進し、ネオデシャ第一国法銀行で副社長兼オーナーとなった。
第一次世界大戦が勃発すると、ウッドリングは一兵卒としてアメリカ陸軍に入隊した。ウッドリングはその後少尉に任命され、戦車隊に所属した。ウッドリングは1928年にカンザス州のアメリカ在郷軍人会で支部長を務めた。その後ウッドリングは銀行事業を再開し、続いて政界へと入っていった。

## カンザス州知事として
ウッドリングは1930年にカンザス州知事候補として民主党の指名を受けた。ウッドリングは1931年1月12日に1期2年の知事職に着任した。ウッドリングの在任中、資本主義先進諸国の経済状況は世界恐慌により危機的状況にあった。それはカンザス州において例外ではなく、州内の失業者数は激増した。銀行は次々に倒産し、州の予算は縮小し、公務員の給与は削減された。ウッドリングは独立組織としての労働省を新設し、雇用対策に当たらせた。これにより州の失業率はわずかに改善したが、根本的な解決には至らなかった。カンザス州の経済危機は、フランクリン・ルーズベルト大統領のニューディール政策によってようやく脱することができた。この他、ウッドリングは自動車を運転する際の運転免許を義務化し、また障害児童のための常設委員会を設置した。1932年、ウッドリングは州知事の再選を目指したが、敗北した。ウッドリングは1933年1月9日に任期を満了し、州知事を退任した。

## アメリカ合衆国陸軍省での活動
カンザス州知事退任後の1933年4月6日、ウッドリングはフランクリン・ルーズベルト大統領から陸軍次官補として任命を受けた。ウッドリングは物資調達に関する対応を指揮・監督した。1936年9月25日、ウッドリングは陸軍長官ジョージ・ヘンリー・ダーンの死を受けて、後任の陸軍長官に昇任した。ウッドリングは1940年6月20日に辞任するまで陸軍長官を務めた。
ウッドリングは前任長官ダーンの政策を継承し、常備軍・州兵・予備役の兵力増強を図った。人員と物資のバランスを考慮して動員計画の修正を行い、平時の国防体制を確立することの必要性を強調した。ウッドリングは他国との政治経済上の関係をきらう孤立主義者であった。ウッドリングはイギリスに物資を提供しようというルーズベルト政権の政策と対立し、1940年に辞任を要求された。

## 晩年
ウッドリングは陸軍長官退任後、公職を離れた。ウッドリングは1946年と1956年にカンザス州知事を目指したが、いずれも敗北した。1967年9月9日、ウッドリングはカンザス州トピカにおいて、脳梗塞により死亡した。ウッドリングの遺体はカンザス州トピカのマウント・ホープ墓地に埋葬された。

## 家族
ウッドリングは1933年にヘレン・クーリッジ（Helen Coolidge）と結婚した。ウッドリングはヘレンとの間に子供を3人もうけた。